# Michaël I van Roemenië
Michaël I van Roemenië en voormalig prins van Hohenzollern-Sigmaringen, in het Roemeens Mihai I (Sinaia, 25 oktober 1921 – Aubonne (Zwitserland), 5 december 2017), was de laatste koning van Roemenië, van 20 juli 1927 tot 8 juni 1930 en van 6 september 1940 tot 30 december 1947. In de tussentijd was zijn vader Carol II aan de macht. Zijn moeder was Helena van Griekenland, dochter van koning Constantijn I.

## Kindertijd
Michaëls kindertijd werd overschaduwd door spanningen tussen zijn ouders die voortkwamen uit het gedrag van zijn vader. Prins Carol kreeg kort na Michaëls geboorte een langdurige affaire met Magda Wolff (in het Roemeens bekend als Elena Lupescu). Zijn vader verdween in 1925 met Wolff naar Parijs en gaf zijn recht op de troon op, hetgeen vervolgens wettelijk werd bevestigd. Aldus werd Michaël in 1926 op 5-jarige leeftijd de troonopvolger. Carol bleef onder de naam Carol Caraiman in Parijs wonen.

## Eerste koningschap
Michaël besteeg de troon in 1927 na de dood van koning Ferdinand I. Vanwege zijn minderjarigheid regeerde in zijn naam een regentschapsraad bestaande uit zijn oom, prins Nicolaas, patriarch Miron Cristea en Gheorghe Buzdugan (president van de Hoge Raad). Deze laatste stierf al snel en werd opgevolgd door Constantin Sarateanu.

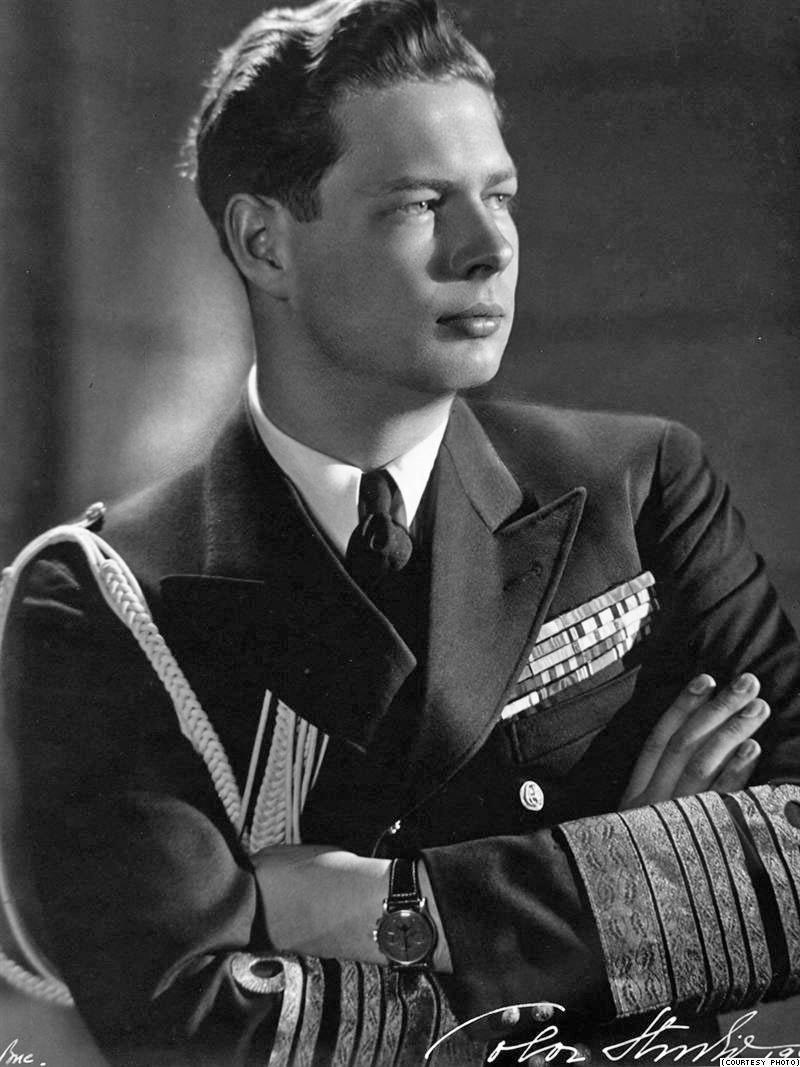
De koning eind jaren 40

## Carols machtsovername
Carol keerde op 7 juni 1930 onverwachts terug naar Roemenië en werd een dag later door het parlement tot koning gekroond. De regering hoopte dat hij de politiek - die na de Eerste Wereldoorlog een chaos was geworden - weer in goede banen zou kunnen leiden.
Voor ex-koning Michaël, nog maar acht jaar oud, waren deze gebeurtenissen een trauma, met name het feit dat zijn moeder hierdoor in 1932 het land moest ontvluchten viel hem zwaar. Na zijn afzetting kreeg hij de pompeuze maar inhoudsloze titel groot-Vojvode van Alba Iulia.
Na de lagere school zette Michaël zijn studie voort in een speciale klas waarin de beste leerlingen uit het gehele land - uit alle rangen en standen - waren samengebracht.
De heerschappij van Carol duurde tien jaar (1930-1940), een periode van grote economische groei gevolgd door een wereldwijde crisis, maar ook de periode waarin een eind kwam aan de parlementaire democratie in Roemenië. In 1938 werd hij absoluut heerser. De Tweede Wereldoorlog dreigde echter en in 1940 verloor Roemenië - zonder dat er één schot was afgevuurd - door een verdrag tussen Adolf Hitler en de Sovjet-Unie Bessarabië, Noord-Boekovina en het noordwesten van Transsylvanië. Het volk gaf Carol hiervan de schuld en op 5 september 1940 droeg hij de macht over aan generaal Ion Antonescu, die hem de volgende dag afzette. De 18-jarige Michaël werd in naam opnieuw koning.

## Tweede koningschap
Michaëls tweede regeringsperiode begon onder dramatische omstandigheden. Roemenië was nog maar een deel van wat het enige jaren eerder was en de macht van de koning was uiterst beperkt. In feite regeerde Antonescu als dictator en was Roemenië een satellietstaat van nazi-Duitsland. Het land werd hoofdleverancier van olie en graan voor het oostfront.
In deze turbulente oorlogsperiode lukte het Michaël en enkele loyale generaals en partijleiders op 23 augustus 1944 een staatsgreep te plegen, Antonescu te arresteren en de capitulatie van Roemenië uit te roepen. Antonescu werd opgesloten in de kamer waar de koninklijke postzegelverzameling werd bewaard. Door deze heldendaad kan Michaël tot op de dag van vandaag bij de Roemenen niet meer stuk. Hij ontving voor zijn daden in 1944 zowel het Amerikaanse Legioen van Verdienste uit handen van Harry S. Truman en de Russische Orde van de Overwinning toegekend door Jozef Stalin. Michaël was de laatst nog levende drager van laatstgenoemde onderscheiding.
Michaël werd na de communistische machtsovername in 1947 echter opnieuw gedwongen troonsafstand te doen en het land te verlaten. Hij zocht asiel in Zwitserland, waar hij tot 2001 zou blijven wonen.

## Huwelijk en kinderen
In 1947 leerde Michaël, hij was toen net afgetreden, tijdens het huwelijk van de Engelse kroonprinses Elizabeth met Philip Mountbatten, Anne van Bourbon-Parma kennen. Zij was de oudste dochter en het tweede kind van René van Bourbon-Parma en Margaretha van Denemarken, en een kleindochter van Robert I, de laatste soevereine hertog van Parma. Met haar trad Michaël op 10 juni 1948 in het huwelijk. Dat had nog heel wat voeten in aarde, want de bruid was katholiek. Derhalve moest bij de Heilige Stoel dispensatie aangevraagd worden, omdat Michaël orthodox was, en - met het oog op een eventuele terugkeer naar Roemenië - geenszins van plan om zijn geloof te verlaten. Het huwelijk werd, aanvankelijk zonder toestemming van de Rooms-Katholieke Kerk gesloten. Die erkenning volgde pas in 1990. Het paar kreeg vijf dochters:
- Margaretha (1949)
- Elena (1950)
- Irina (1953)
- Sophie (1957)
- Maria (1964)

## Terugkeer in Roemenië
Drie jaar na de val van het communistische regime, met Pasen 1992, werd het de ex-koning weer toegestaan zijn vaderland te bezoeken. Hij werd door miljoenen Roemenen toegejuicht. President Ion Iliescu, die dit niet beviel, gaf Michaël hierop te verstaan voortaan weg te blijven.
In 1997 kreeg hij echter het Roemeens staatsburgerschap terug van president Constantinescu, die hem weer had binnengehaald en gebruikte als ambassadeur naar andere koninkrijken in Europa en daarmee veel goede wil had verworven in en voor Roemenië. In 2001 nodigde Iliescu de 79-jarige Michaël officieel uit voor een bezoek. Hij wilde laten zien dat het land zijn communistische verleden definitief van zich had afgeschud. Op 23 mei 2001 zette de ex-koning weer voet in het paleis in Boekarest. Bij het hek stonden honderden oudere Roemenen om hem te begroeten. Iliescu sprak hem aan met sire.
Er kwam geen nieuwe regeringsperiode voor ex-koning Michaël. Hij ging niet, zoals ex-koning Simeon II van Bulgarije, de politiek in. Zijn oudste dochter Margareta werd, mede door haar huwelijk, ongeschikt geacht. Opvolging in vrouwelijke lijn was volgens de grondwet van het koninkrijk Roemenië bovendien niet toegestaan. Officieel gold daarom Frederik Willem van Hohenzollern als volgende in de lijn van troonopvolging. Op 30 december 2007 vaardigde Michaël echter onverwacht een decreet uit, waarin hij zijn oudste dochter benoemde tot troonopvolgster. Dit decreet heeft overigens geen rechtsgeldigheid.
Op 5 juni 2008 maakte de ex-koning van Roemenië bekend dat hij weer in Kasteel Peleș ging wonen, het koningsslot waaruit hij in 1947 door de communisten werd verdreven. Bezoekers van het in het slot gevestigde museum konden dus niet alleen waardevolle voorwerpen bekijken, maar ook de oud-koning tegen het lijf lopen. Hij stelde ook dat het slot tot in de eeuwigheid voor toeristen geopend zal blijven.

## Overlijden
Michaël overleed op dinsdag 5 december 2017 op 96-jarige leeftijd in de Zwitserse plaats Aubonne. Hij leidde door de gevolgen van de ziekte kanker al voor een langere tijd een teruggetrokken bestaan. 

## Herdenkingsconcert
Ter gelegenheid van het overlijden van Michaël I op 5 december 2017 vond op 8 december 2017 een herdenkingsconcert plaats in de Sala Radio van Radio România in Boekarest. De Duitse dirigent Matthias Manasi dirigeerde het Roemeens Nationaal Radio Orkest en het Academisch Koor. Op het programma stonden onder meer het Requiem van Gabriel Fauré met solisten Veronica Anușca en Ștefan Ignat, en composities van Ludwig van Beethoven, Ernest Chausson en Jules Massenet met de Roemeense violist Alexandru Tomescu als solist.

## Voorgeslacht
| Stamboom Koning Michaël I van Roemenië (1921-2017)                                  | Stamboom Koning Michaël I van Roemenië (1921-2017)                                                                            | Stamboom Koning Michaël I van Roemenië (1921-2017)                                                                            | Stamboom Koning Michaël I van Roemenië (1921-2017)                                                                            | Stamboom Koning Michaël I van Roemenië (1921-2017)                                                                            | Stamboom Koning Michaël I van Roemenië (1921-2017)                                                                                  | Stamboom Koning Michaël I van Roemenië (1921-2017)                                                                                  | Stamboom Koning Michaël I van Roemenië (1921-2017)                                                                                  | Stamboom Koning Michaël I van Roemenië (1921-2017)                                                                                  | Stamboom Koning Michaël I van Roemenië (1921-2017)                                                                | Stamboom Koning Michaël I van Roemenië (1921-2017)                                                                | Stamboom Koning Michaël I van Roemenië (1921-2017)                                                                           | Stamboom Koning Michaël I van Roemenië (1921-2017)                                                                           | Stamboom Koning Michaël I van Roemenië (1921-2017)                                                                                | Stamboom Koning Michaël I van Roemenië (1921-2017)                                                                                | Stamboom Koning Michaël I van Roemenië (1921-2017)                                                                                | Stamboom Koning Michaël I van Roemenië (1921-2017)                                                                                |
| ----------------------------------------------------------------------------------- | --- | --- | --- | --- | --- | --- | --- | --- | --- | --- | --- | --- | --- | --- | --- | --- |
| Betovergrootouders                                                                  | Prins Karl Anton I, Vorst von Hohenzollern-Sigmaringen (1811-1885) x 1861-1905 Prinses Josephine van Baden (1813-1900)        | Prins Karl Anton I, Vorst von Hohenzollern-Sigmaringen (1811-1885) x 1861-1905 Prinses Josephine van Baden (1813-1900)        | Koningin Maria II van Portugal (1819-1853) x 1836-1853 Prins Ferdinand van Saksen-Coburg en Gotha-Koháry (1816-1885)          | Koningin Maria II van Portugal (1819-1853) x 1836-1853 Prins Ferdinand van Saksen-Coburg en Gotha-Koháry (1816-1885)          | Koningin Victoria I van het Verenigd Koninkrijk (1819-1901) x 1840-1861 Prins Albert van Saksen-Coburg en Gotha (1819-1861)         | Koningin Victoria I van het Verenigd Koninkrijk (1819-1901) x 1840-1861 Prins Albert van Saksen-Coburg en Gotha (1819-1861)         | Keizer Alexander II van Rusland (1818-1881) x 1858-1888 Prinses Marie van Hessen en bij de Rijn (1824-1880)                         | Keizer Alexander II van Rusland (1818-1881) x 1858-1888 Prinses Marie van Hessen en bij de Rijn (1824-1880)                         | Koning Christian IX van Denemarken (1818-1906) x 1842-1898 Prinses Louise van Hessen-Kassel (1817-1898)           | Koning Christian IX van Denemarken (1818-1906) x 1842-1898 Prinses Louise van Hessen-Kassel (1817-1898)           | Groothertog Constantijn Nikolajevitsj van Rusland (1827-1892) x 1848-1892 Prinses Alexandra van Saksen-Altenburg (1830-1911) | Groothertog Constantijn Nikolajevitsj van Rusland (1827-1892) x 1848-1892 Prinses Alexandra van Saksen-Altenburg (1830-1911) | Keizer Wilhelm I van Duitsland (1797-1888) x 1829-1888 Prinses Augusta van Saksen-Weimar-Eisenach (1811-1890)                     | Keizer Wilhelm I van Duitsland (1797-1888) x 1829-1888 Prinses Augusta van Saksen-Weimar-Eisenach (1811-1890)                     | Koningin Victoria I van het Verenigd Koninkrijk (1819-1901) x 1840-1861 Prins Albert van Saksen-Coburg en Gotha (1819-1861)       | Koningin Victoria I van het Verenigd Koninkrijk (1819-1901) x 1840-1861 Prins Albert van Saksen-Coburg en Gotha (1819-1861)       |
| Overgrootouders                                                                     | Prins Leopold, Prins von Hohenzollern (1835-1905) x 1861-1905 Infante Antónia van Portugal (1845-191)                         | Prins Leopold, Prins von Hohenzollern (1835-1905) x 1861-1905 Infante Antónia van Portugal (1845-191)                         | Prins Leopold, Prins von Hohenzollern (1835-1905) x 1861-1905 Infante Antónia van Portugal (1845-191)                         | Prins Leopold, Prins von Hohenzollern (1835-1905) x 1861-1905 Infante Antónia van Portugal (1845-191)                         | Prins Alfred I, Hertog van Saksen-Coburg en Gotha (1844-1900) x 1874-1900 Groothertogin Maria Aleksandrovna van Rusland (1822-1848) | Prins Alfred I, Hertog van Saksen-Coburg en Gotha (1844-1900) x 1874-1900 Groothertogin Maria Aleksandrovna van Rusland (1822-1848) | Prins Alfred I, Hertog van Saksen-Coburg en Gotha (1844-1900) x 1874-1900 Groothertogin Maria Aleksandrovna van Rusland (1822-1848) | Prins Alfred I, Hertog van Saksen-Coburg en Gotha (1844-1900) x 1874-1900 Groothertogin Maria Aleksandrovna van Rusland (1822-1848) | Koning George I van Griekenland (1845-1913) x 1867-1913 Groothertogin Olga Konstantinovna van Rusland (1851-1926) | Koning George I van Griekenland (1845-1913) x 1867-1913 Groothertogin Olga Konstantinovna van Rusland (1851-1926) | Koning George I van Griekenland (1845-1913) x 1867-1913 Groothertogin Olga Konstantinovna van Rusland (1851-1926)            | Koning George I van Griekenland (1845-1913) x 1867-1913 Groothertogin Olga Konstantinovna van Rusland (1851-1926)            | Keizer Frederik III van Duitsland (1831-1888) x 1858-1888 Prinses Victoria, Prinses Royal van het Verenigd Koninkrijk (1840-1901) | Keizer Frederik III van Duitsland (1831-1888) x 1858-1888 Prinses Victoria, Prinses Royal van het Verenigd Koninkrijk (1840-1901) | Keizer Frederik III van Duitsland (1831-1888) x 1858-1888 Prinses Victoria, Prinses Royal van het Verenigd Koninkrijk (1840-1901) | Keizer Frederik III van Duitsland (1831-1888) x 1858-1888 Prinses Victoria, Prinses Royal van het Verenigd Koninkrijk (1840-1901) |
| Grootouders                                                                         | Koning Ferdinand I van Roemenië (1865-1927) x 1893-1927 Prinses Marie van Saksen-Coburg en Gotha en van Edinburgh (1875-1938) | Koning Ferdinand I van Roemenië (1865-1927) x 1893-1927 Prinses Marie van Saksen-Coburg en Gotha en van Edinburgh (1875-1938) | Koning Ferdinand I van Roemenië (1865-1927) x 1893-1927 Prinses Marie van Saksen-Coburg en Gotha en van Edinburgh (1875-1938) | Koning Ferdinand I van Roemenië (1865-1927) x 1893-1927 Prinses Marie van Saksen-Coburg en Gotha en van Edinburgh (1875-1938) | Koning Ferdinand I van Roemenië (1865-1927) x 1893-1927 Prinses Marie van Saksen-Coburg en Gotha en van Edinburgh (1875-1938)       | Koning Ferdinand I van Roemenië (1865-1927) x 1893-1927 Prinses Marie van Saksen-Coburg en Gotha en van Edinburgh (1875-1938)       | Koning Ferdinand I van Roemenië (1865-1927) x 1893-1927 Prinses Marie van Saksen-Coburg en Gotha en van Edinburgh (1875-1938)       | Koning Ferdinand I van Roemenië (1865-1927) x 1893-1927 Prinses Marie van Saksen-Coburg en Gotha en van Edinburgh (1875-1938)       | Koning Constantijn I van Griekenland (1868-1923) x 1889-1923 Prinses Sophie van Pruisen (1870-1932)               | Koning Constantijn I van Griekenland (1868-1923) x 1889-1923 Prinses Sophie van Pruisen (1870-1932)               | Koning Constantijn I van Griekenland (1868-1923) x 1889-1923 Prinses Sophie van Pruisen (1870-1932)                          | Koning Constantijn I van Griekenland (1868-1923) x 1889-1923 Prinses Sophie van Pruisen (1870-1932)                          | Koning Constantijn I van Griekenland (1868-1923) x 1889-1923 Prinses Sophie van Pruisen (1870-1932)                               | Koning Constantijn I van Griekenland (1868-1923) x 1889-1923 Prinses Sophie van Pruisen (1870-1932)                               | Koning Constantijn I van Griekenland (1868-1923) x 1889-1923 Prinses Sophie van Pruisen (1870-1932)                               | Koning Constantijn I van Griekenland (1868-1923) x 1889-1923 Prinses Sophie van Pruisen (1870-1932)                               |
| Ouders                                                                              | Prins Carol (1893-1953) x 1921-1928 Prinses Helena van Griekenland en Denemarken (1896-1982)                                  | Prins Carol (1893-1953) x 1921-1928 Prinses Helena van Griekenland en Denemarken (1896-1982)                                  | Prins Carol (1893-1953) x 1921-1928 Prinses Helena van Griekenland en Denemarken (1896-1982)                                  | Prins Carol (1893-1953) x 1921-1928 Prinses Helena van Griekenland en Denemarken (1896-1982)                                  | Prins Carol (1893-1953) x 1921-1928 Prinses Helena van Griekenland en Denemarken (1896-1982)                                        | Prins Carol (1893-1953) x 1921-1928 Prinses Helena van Griekenland en Denemarken (1896-1982)                                        | Prins Carol (1893-1953) x 1921-1928 Prinses Helena van Griekenland en Denemarken (1896-1982)                                        | Prins Carol (1893-1953) x 1921-1928 Prinses Helena van Griekenland en Denemarken (1896-1982)                                        | Prins Carol (1893-1953) x 1921-1928 Prinses Helena van Griekenland en Denemarken (1896-1982)                      | Prins Carol (1893-1953) x 1921-1928 Prinses Helena van Griekenland en Denemarken (1896-1982)                      | Prins Carol (1893-1953) x 1921-1928 Prinses Helena van Griekenland en Denemarken (1896-1982)                                 | Prins Carol (1893-1953) x 1921-1928 Prinses Helena van Griekenland en Denemarken (1896-1982)                                 | Prins Carol (1893-1953) x 1921-1928 Prinses Helena van Griekenland en Denemarken (1896-1982)                                      | Prins Carol (1893-1953) x 1921-1928 Prinses Helena van Griekenland en Denemarken (1896-1982)                                      | Prins Carol (1893-1953) x 1921-1928 Prinses Helena van Griekenland en Denemarken (1896-1982)                                      | Prins Carol (1893-1953) x 1921-1928 Prinses Helena van Griekenland en Denemarken (1896-1982)                                      |
| Koning Michaël I (1921-2017) x 1948-2016 Prinses Anne van Bourbon-Parma (1923-2016) | | | | | | | | | | | | | | | | |